# Société de transport de Laval
Pour les articles homonymes, voir STL.

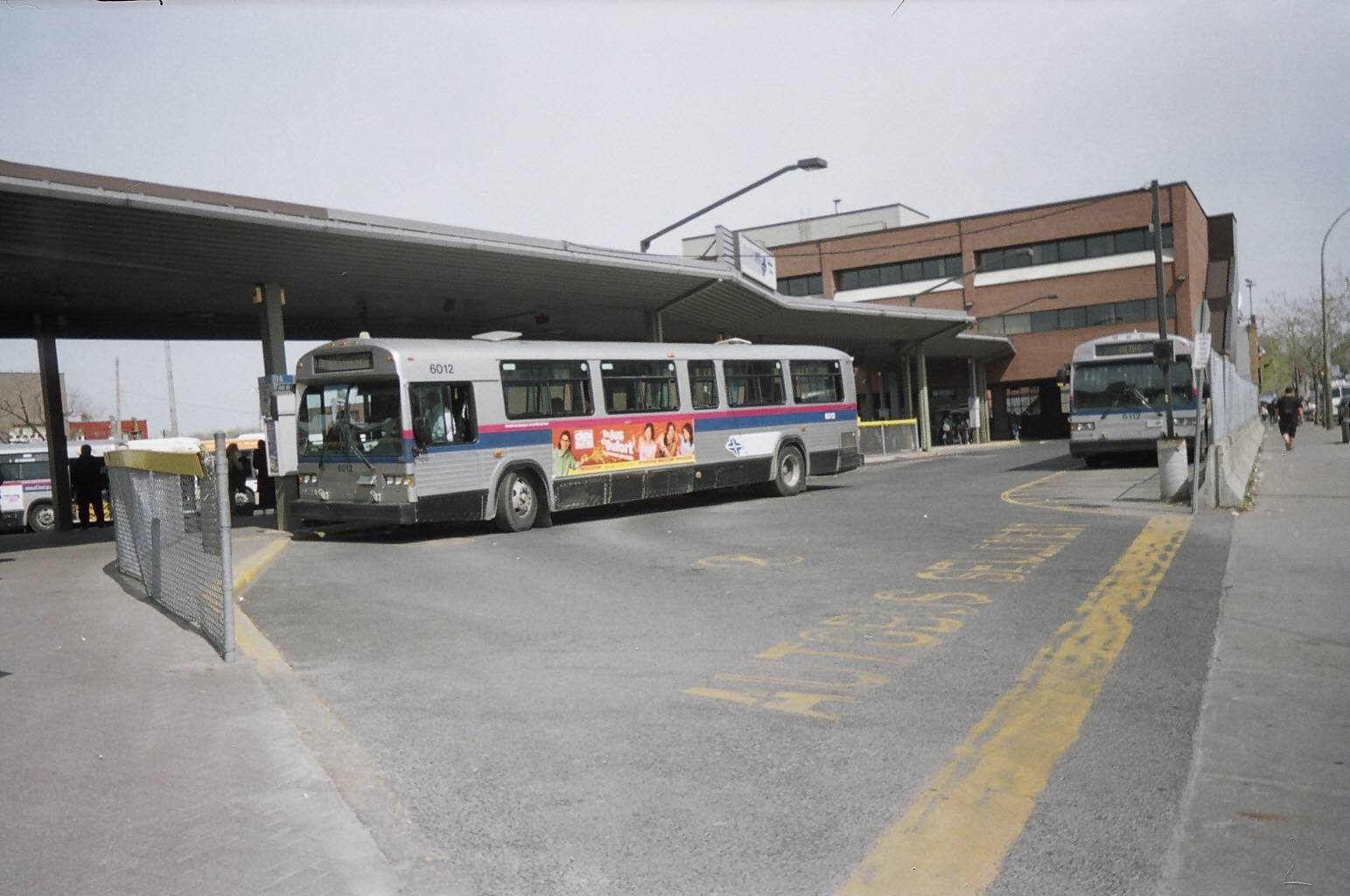
Autobus de la Société de transport de Laval au Terminus Henri-Bourassa Nord à Montréal dans l'arrondissement d'Ahuntsic-Cartierville.

La Société de transport de Laval ou STL est l'organisme public de transport en commun desservant le territoire de la ville de Laval (Québec, Canada). La STL exploite une quarantaine de lignes d'autobus régulières, plusieurs lignes de taxi collectif ainsi que du transport adapté et elle est constituée en vertu de la Loi sur les sociétés de transport en commun. Depuis 1985, elle succède en tant qu'organisme public de transport lavallois à la Commission de transport de Laval créée en 1971.

## Histoire

Ancien logo, utilisé de 2001 à 2014.

Historiquement, le territoire de l'Île Jésus était desservi en matière de transport en commun par trois entreprises de transport, soit Autobus Mille-Îles (1967) inc., Les Autobus Yvan Lévis ltée et Laval Autocar enr., celles-ci se départageaient le territoire de l'île alors séparé en quatorze municipalités.
En juin 1971, la loi 124 crée la Commission de transport de la Ville de Laval (CTL) qui prend en charge toutes les activités de transport en commun de la ville de Laval, nouvellement constituée. En 1973, la CTL exploite 26 circuits et certains circuits suburbains à destination de Terrebonne, Rawdon, et même Brownsburg-Chatham par exemple. Cette même année, son parc d’autobus passe de 91 à 151 véhicules ce qui l'amène à acquérir un nouveau garage plus adapté qui est encore celui utilisé aujourd'hui.
L'année 1980 marque le début du service de transport adapté à Laval.
En février 1985, la CTL devient officiellement la Société de transport de la Ville de Laval (STL). Avec l’arrivée des Conseils intermunicipaux de transport (CIT), une partie du réseau suburbain qui comprenait à ce moment 16 circuits est abolie. Ce contexte permettra cependant la mise en place des lignes de résidences pour aînés et le taxi collectif.
L'année 1998 marque le début du service scolaire intégré.
En décembre 2001, la Société de transport de la Ville de Laval prend sa forme actuelle et devient la Société de transport de Laval.
L'arrivée du métro à Laval en 2007 marque la plus important transformation de l'histoire de la STL. Les circuits sont complètement redessinés et leur nombre passe de 34 à 41 avec un total de 225 autobus. Contrairement à 29 auparavant, plus que 6 lignes se rendent à la station Henri-Bourassa.

## Terminus d'autobus
La STL utilise depuis le 5 janvier 2008, huit terminus d'autobus dont six sur le territoire de Laval :
| À Laval : - Gare Sainte-Dorothée - Gare Sainte-Rose - Gare Vimont - Terminus Cartier - Terminus Le Carrefour - Terminus Montmorency | À Montréal : - Terminus Côte-Vertu - Terminus Henri-Bourassa Autre : - Terminus Saint-Eustache (service de la STL terminé le 5 janvier 2008, maintenant assuré par le circuit 8 d'Exo Laurentides) |

## Lignes d'autobus

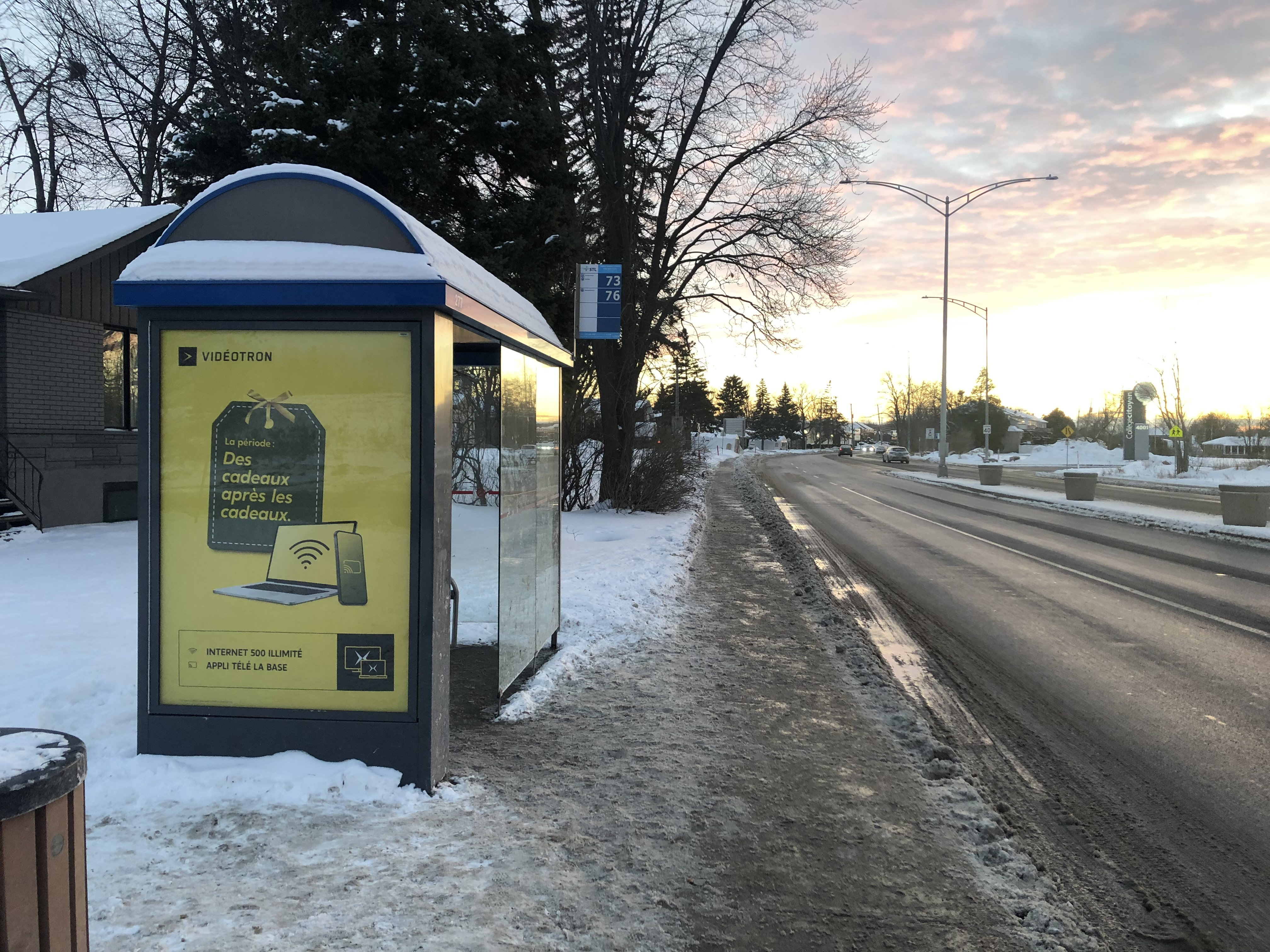
Abribus de la STL

### Lignes en service
En automne 2024, la Société de transport de Laval exploite 45 lignes d'autobus régulières qui desservent l'ensemble des 14 quartiers de Laval à l'exception des Îles-Laval. Les circuits réguliers comptent 2777 arrêts dont 574 sont munies d'un abribus. Le réseau régulier offre près de 560 000 heures de service annuellement et il couvre un total de 1504km.
| Circuit | Destinations                                            | Tracés    | Horaires |
| ------- | ------------------------------------------------------- | --------- | -------- |
| 2       | Métro Henri-Bourassa - Métro Montmorency                | Est Ouest | Horaires |
| 12      | Pont-Viau - Métro Cartier                               | Est Ouest | Horaires |
| 16      | Métro Montmorency - Laval-des-Rapides / Armand-Frappier | Est Ouest | Horaires |
| 17      | Auteuil - Métro Cartier                                 | Nord Sud  | Horaires |
| 20      | Métro Cartier - Chomedey                                | Est Ouest | Horaires |
| 22      | Saint-François - Métro Cartier                          | Est Ouest | Horaires |
| 24      | Métro Cartier - Sainte-Dorothée                         | Est Ouest | Horaires |
| 26      | Métro Montmorency - Gare Sainte-Dorothée                | Est Ouest | Horaires |
| 27      | Gare Vimont - Métro Cartier                             | Nord Sud  | Horaires |
| 31      | Auteuil - Métro Henri-Bourassa                          | Nord Sud  | Horaires |
| 33      | Métro Montmorency - Métro Cartier                       | Nord Sud  | Horaires |
| 36      | Métro Montmorency - Chomedey                            | Est Ouest | Horaires |
| 37      | Sainte-Rose - Métro Cartier                             | Nord Sud  | Horaires |
| 39      | Auteuil - Terminus Le Carrefour                         | Nord Sud  | Horaires |
| 40      | Métro Montmorency - Chomedey                            | Est Ouest | Horaires |
| 42      | Saint-François - Terminus Le Carrefour                  | Est Ouest | Horaires |
| 43      | Auteuil - Métro Cartier                                 | Nord Sud  | Horaires |
| 45      | Auteuil - Métro Montmorency                             | Nord Sud  | Horaires |
| 46      | Laval-Ouest - Métro Montmorency                         | Est Ouest | Horaires |
| 48      | Gare Vimont - Métro Cartier                             | Est Ouest | Horaires |
| 50      | Saint-Vincent-De-Paul - Terminus Le Carrefour           | Est Ouest | Horaires |
| 52      | Saint-François - Métro Henri-Bourassa                   | Est Ouest | Horaires |
| 55      | Laval-Ouest - Métro Henri-Bourassa                      | Nord Sud  | Horaires |
| 56      | Métro Montmorency - Sainte-Dorothée                     | Est Ouest | Horaires |
| 58      | Saint-Vincent-De-Paul - Métro Cartier                   | Est Ouest | Horaires |
| 60      | Métro Cartier - Chomedey                                | Est Ouest | Horaires |
| 61      | Fabreville - Métro Montmorency                          | Nord Sud  | Horaires |
| 63      | Gare Sainte-Rose - Métro Montmorency                    | Nord Sud  | Horaires |
| 65      | Gare Sainte-Rose - Métro Montmorency                    | Nord Sud  | Horaires |
| 66      | Terminus Le Carrefour - Sainte-Dorothée                 | Est Ouest | Horaires |
| 70      | Métro Cartier - Métro Montmorency                       | Est Ouest | Horaires |
| 73      | Fabreville - Métro Cartier                              | Nord Sud  | Horaires |
| 74      | Saint-François - Métro Cartier                          | Est Ouest | Horaires |
| 76      | Métro Montmorency - Gare Sainte-Dorothée                | Est Ouest | Horaires |
| 144     | Métro Côte-Vertu - Sainte-Dorothée                      | Est Ouest | Horaires |
| 151     | Sainte-Rose - Métro Côte-Vertu                          | Nord Sud  | Horaires |
| 222     | Saint-Vincent-De-Paul - Métro Cartier                   | Est Ouest | Horaires |
| 252     | Saint-François - Métro Henri-Bourassa                   | Est Ouest | Horaires |
| 313     | Chomedey - Métro Côte-Vertu                             | Nord Sud  | Horaires |
| 322     | Duvernay - Métro Henri-Bourassa                         | Est Ouest | Horaires |
| 345     | Gare Vimont - Métro Henri-Bourassa                      | Nord Sud  | Horaires |
| 901     | Saint-François - Métro Cartier                          | Nord Sud  | Horaires |
| 902     | Terminus Le Carrefour - Métro Côte-Vertu                | Est Ouest | Horaires |
| 903     | Gare Sainte-Dorothée - Métro Montmorency                | Nord Sud  | Horaires |
| 925     | Saint-François - Métro Radisson                         | Nord Sud  | Horaires |

En addition aux circuits réguliers, la STL offre des lignes d'autobus spéciales s'adressant à des clientèles particulières, telles que les lignes scolaires ou les lignes pour aînés (suspendues pour une durée indéterminée).
Les lignes scolaires s'adressent aux étudiants de plusieurs écoles secondaires de l'île. Elles sont offertes en complémentarité avec le service d'autobus scolaire de l'école ou elles le remplacent dans certaines écoles. Ces lignes sont identifiées par la lettre «C» après le numéro de la ligne (exemple: la ligne 45C) et ne sont opérées qu'au début et/ou à la fin des heures de classe.
Les lignes pour aînés relient plusieurs résidences pour personnes âgées de la ville à divers lieux d'intérêt souvent fréquentés par cette clientèle (commerces, centres communautaires, bibliothèques, etc.). Elles sont en service également quelques jours par semaine à une fréquence souvent d'un seul départ quotidien.

### Lignes abolies
La STL a aboli plusieurs fois des lignes d'autobus au cours de son histoire, en voici une liste non exhaustive.
- 10 - Boulevard des Laurentides / Métro Henri-Bourassa (abolie en avril 2007)
- 25 - Métro Cartier / Montée Masson / Saint-François (abolie en août 2015)
- 28 - Métro Cartier / Parc Industriel Saint-Vincent-de-Paul (abolie en août 2015)
- 35 - Parc Industriel Centre / Renaud / Métro Henri-Bourassa (abolie en avril 2007)
- 41 - Métro Cartier / Rue Thibault / Boulevard Des Laurentides (abolie en août 2024)[10]
- 44 - Sainte-Dorothée / Chomedey / Métro Henri-Bourassa (abolie en avril 2007)
- 53 - Saint-Eustache / Laval-Ouest / Fabreville / Terminus Le Carrefour / Cégep Montmorency (abolie en avril 2007)
- 54 - Métro Henri-Bourassa / Boulevard de la Concorde / Boulevard Tracy (abolie en avril 2007)
- 71 - Métro Cartier / Boulevard René-Laennec / Terminus Haut-Saint-François (abolie vers 2008)
- 72 - Métro Henri-Bourassa / Boulevard des Laurentides / Boulevard Sainte-Rose / Laval-sur-le-Lac (abolie en avril 2007)
- 228 - Métro Cartier / Boulevard Lévesque / Terminus Paul-Kane (abolie en août 2009)
- 360 - Métro Montmorency (abolie en août 2024)[10]
- 402 - Trainbus Ste-Dorothée (abolie en janvier 2020)
- 404 - Trainbus Ste-Dorothée (abolie en janvier 2020)
- 904 - Express Saint-Michel (abolie en août 2015)
- 942 - Express Saint-François (abolie en août 2024)[11]

## Lignes de taxis collectifs
La STL offre également plusieurs lignes de taxi collectif régulières qui desservent habituellement des secteurs où la demande ne justifie pas la desserte par autobus.
- T01 - Boulevard Lite (Saint-Vincent-de-Paul)
- T03 - Rue Saulnier (Chomedey)
- T07 - Montée Saint-François / Rang Saint-Elzéar (Vimont)
- T10 - Avenue des Perron (Auteuil)
- T11 - Rue Louis-B.-Mayer (Fabreville)
- T12 - Boulevard Cléroux (Chomedey)
- T18 - Rang Saint-Antoine (Laval-Ouest)
- T19 - Rue Chartrand (Saint-François)
- T21 - Autoroute 440 - Voie de service sud (Chomedey)
- T22 - Autoroute 13 - Voie de service Ouest (Fabreville)
- T23 - Rue Frégault / Terminus Le Carrefour (Chomedey)
- T26 - Île-Bigras (Îles-Laval) (service provisoire durant les travaux du REM)
- T27 - Rue Les Érables / Rang Saint-Antoine (Laval-sur-le-Lac)
- T28 - Stationnements Gare Sainte-Dorothée
- T29 - Rue Étienne-Lavoie
- T76 - Laval-sur-le-Lac (service provisoire durant les travaux du REM)

## Correspondances

### Métro
La ligne orange du métro de Montréal dessert la ville de Laval par trois stations. La STL y offre des lignes d'autobus à chacune d'entre elles, en plus d'offrir une desserte de trois autres stations situées sur l'île de Montréal.
| À Laval : - Station Cartier (21 lignes) - Station De la Concorde (3 lignes) - Station Montmorency (19 lignes) | À Montréal : - Station Côte-Vertu (3 lignes) - Station Henri-Bourassa (4 lignes) - Station Radisson (1 ligne) |

### Trains de banlieue
Des gares de deux des lignes des trains de banlieue montréalais sont desservies par la STL:

#### Ligne Saint-Jérôme
| À Laval : - Gare Sainte-Rose (3 lignes) - Gare Vimont (2 lignes) - Gare De la Concorde (3 lignes) | À Montréal : - Gare Bois-de-Boulogne (1 ligne) |

### Réseau express métropolitain[15]

#### Branche centrale
| À Montréal : - Gare Bois-Franc (3 lignes) - Gare Du Ruisseau (1 ligne) |

#### Branche Deux-Montagnes
| À Laval : - Gare Sainte-Dorothée (5 lignes) - Gare Île-Bigras (aucune ligne) |

### Autobus
Des correspondances avec les lignes d'autobus des secteurs desservant la Rive-Nord de Montréal d'Exo sont possibles à différents endroits sur le territoire de la STL: 
- Exo Laurentides
- Exo Terrebonne-Mascouche

## Parc d'autobus
- Nova Bus LFS
- New Flyer Xcelsior

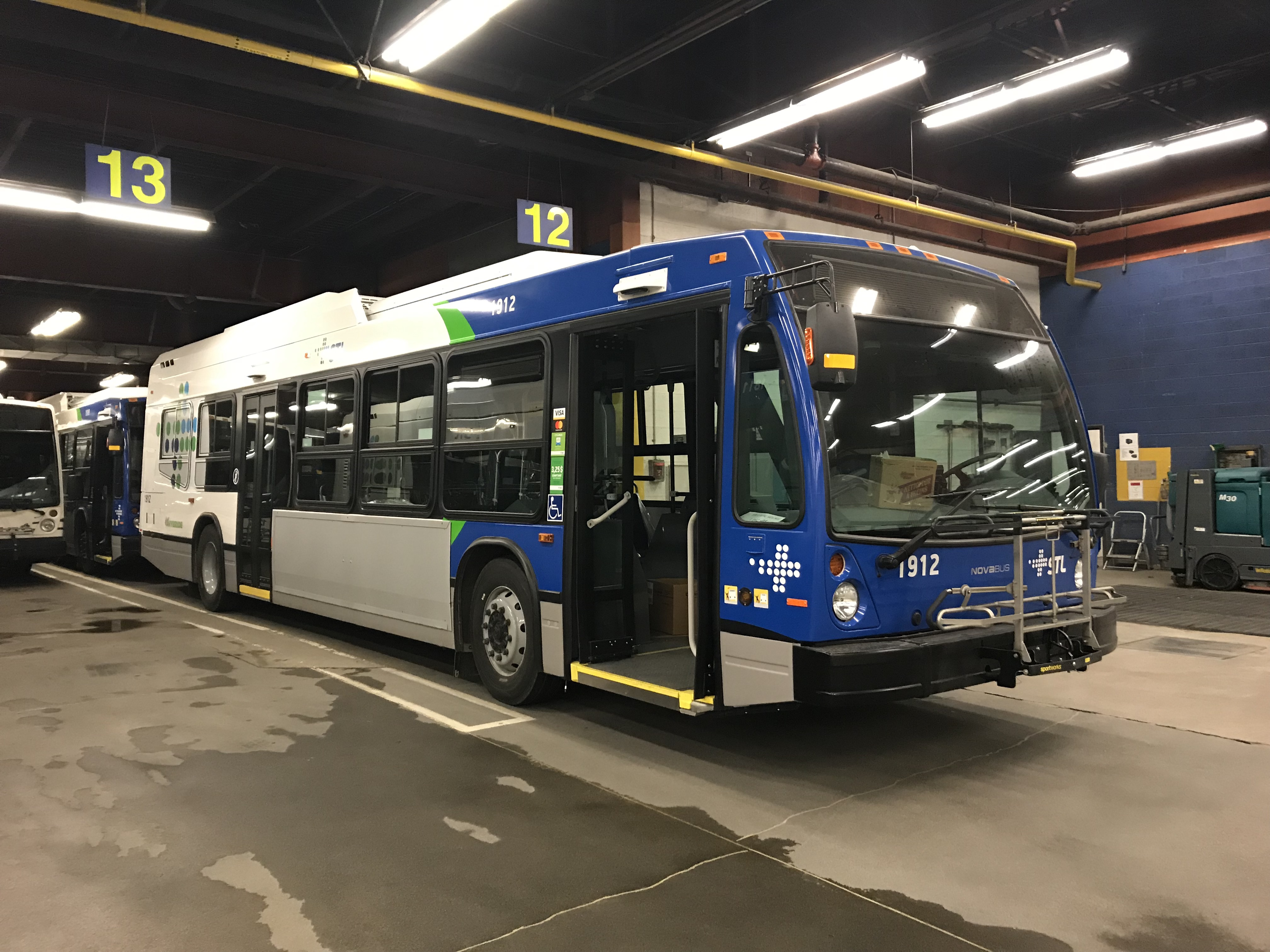
Un autobus de l'année 2019 au garage.

Depuis 2014, la STL se procure exclusivement des autobus hybrides ou électriques. Deux modèles en particulier soit le NovaBus LFS HEV et le NewFlyer Xcelsior CHARGE NG.
 Accès aux fauteuils roulants
| Effectif actuel de la STL | Effectif actuel de la STL                                                                           | Effectif actuel de la STL | Effectif actuel de la STL | Effectif actuel de la STL | Effectif actuel de la STL                                | Effectif actuel de la STL |
| Photo                     | Numéros de séries                                                                                   | Années                    | Fabricant                 | Modèle                    | Notes                                                    | Longueur                  |
| ------------------------- | --------------------------------------------------------------------------------------------------- | ------------------------- | ------------------------- | ------------------------- | -------------------------------------------------------- | ------------------------- |
|                           | 0601-0612 0701-0710 0801-0817 0901-0924                                                             | 2004-2009                 | Nova Bus                  | LFS 2ème génération       | 0811 retiré après un feu                                 | 40" (12.19m)              |
|                           | 1001-1014 1101-1120 1201-1220 1221-1228                                                             | 2010-2012                 | Nova Bus                  | LFS 3e génération         | Accesible à partir de la série 11xx                      | 40" (12.19m)              |
|                           | 1301-1313                                                                                           | 2013                      | Nova Bus                  | LFS 4e génération         |                                                          | 40" (12.19m)              |

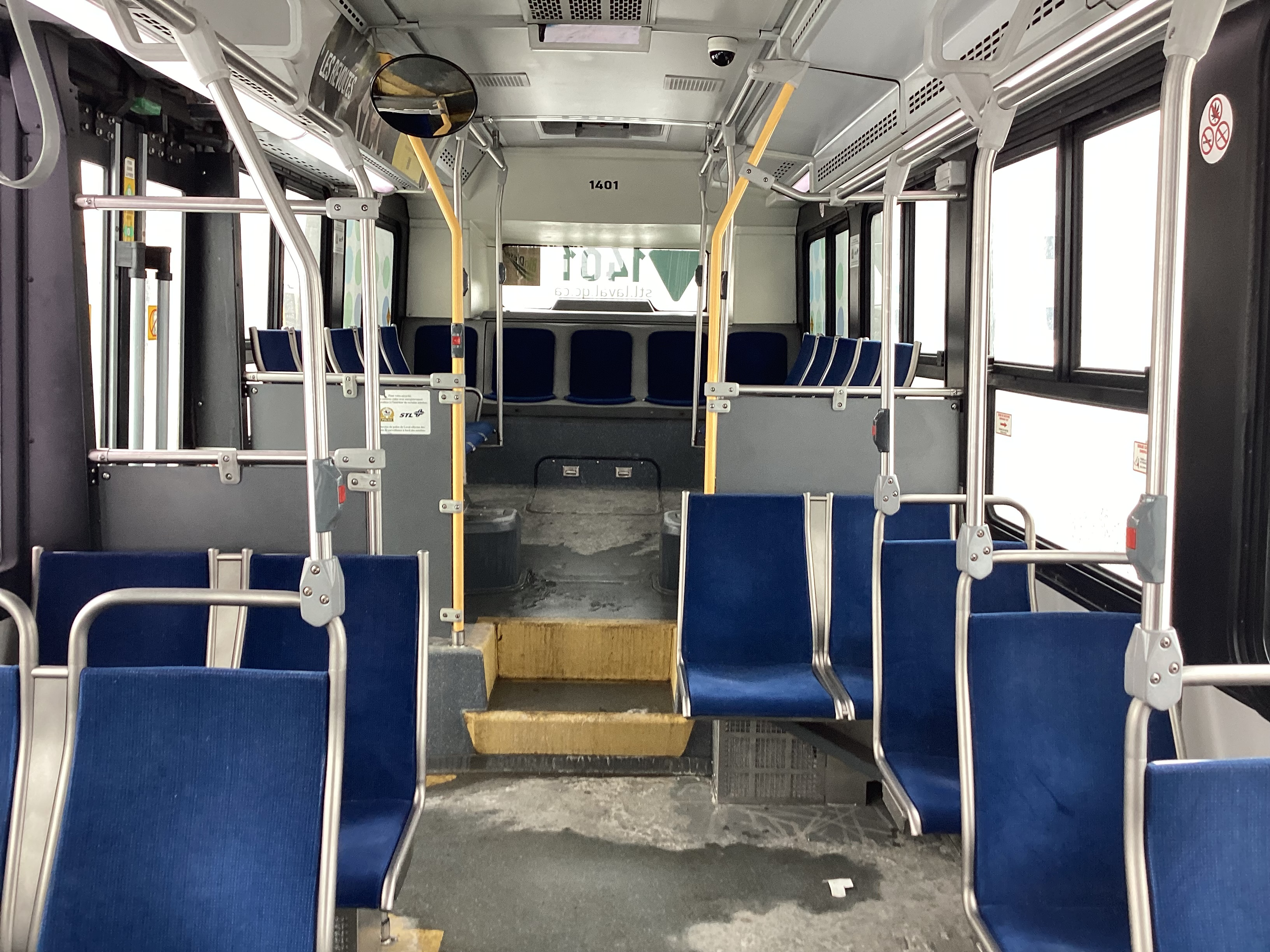
Intérieur d'un autobus hybride de la STL

|                           | 1401-1419 1501-1520 1601-1628 1701-1722 1801-1822 1901-1923 2001-2018 2101-2128 2201-2215 2402-2408 | 2014-                     | Nova Bus                  | LFS 4e génération hybride | - 1818 a été retiré du service à la suite d'un accident. | 40" (12.19m)              |
|                           | 2052-2060                                                                                           | 2020                      | New Flyer                 | Xcelsior CHARGE XE40      |                                                          | 40" (12.19m)              |

## Tarification
La Société de transport de Laval a une grille tarifaire adaptée aux différents besoins des citoyens et elle offre aussi différents tarifs spéciaux, par exemple un tarif réduit lors d'épisodes de smog. Les tarifs sont généralement plus élevés que ceux de la Société de transport de Montréal.
À compter de juillet 2024, les titres valides sur le réseau sont les suivants: 
|                                                  | Tarif ordinaire | Tarif étudiant | Tarif réduit |
| ------------------------------------------------ | --------------- | -------------- | ------------ |
| Tarif smog                                       | 1,00$           | 1,00$          | 1,00$        |
| Tarif à bord (comptant, débit ou crédit)         | 3,75$           | 3,75$          | 3,75$        |
| Soirée illimitée                                 | 6,25$           | 6,25$          | 6,25$        |
| Week-end illimitée                               | 15,75$          | 15,75$         | 15,75$       |
| 1 passage, Bus                                   | 3,75$           | 3,75$          | 2,75$        |
| 1 passage, Tous Modes AB                         | 4,75$           | 4,75$          | 3,25$        |
| 1 passage, Tous Modes ABC                        | 7,00$           | 7,00$          | 4,75$        |
| 2 passage, Bus                                   | 7,00$           | 7,00$          | 5,00$        |
| 2 passage, Tous Modes AB                         | 9,50$           | 9,50$          | 6,25$        |
| 2 passage, Tous Modes ABC                        | 13,50$          | 13,50$         | 9,00$        |
| 10 passages, Bus                                 | 33,25$          | 33,25$         | 22,25$       |
| 10 passages, Tous Modes AB                       | 45,25$          | 45,25$         | 30,50$       |
| 10 passages, Tous Modes ABC                      | 59,00$          | 59,00$         | 39,50$       |
| Mensuel, Bus                                     | 111,00$         | 66,50$         | 66,50$       |
| Mensuel, Tous Modes AB                           | 160,00$         | 96,00$         | 96,00$       |
| Mensuel, Tous Modes ABC                          | 196,00$         | 118,00$        | 118,00$      |
| Mensuel, Commission scolaire Sir-Wilfrid-Laurier | Non disponible  | Non disponible | 19,95$       |
| XTRA (Juillet et août)                           | Non disponible  | Non disponible | 75,00$       |
| Horizon 65+                                      | Non disponible  | Non disponible | Gratuit      |

Le titre XTRA est valide uniquement pour les mois de juillet et août, et ce, pour les personnes de 6 à 17 ans ou les personnes de 65 ans ou plus étant non-résidents de Laval.
Le tarif smog s'applique seulement lors d'avertissements de smog dans la région métropolitaine et est valide pour un passage.
Le titre Horizon 65+ est valide durant sept ans pour les personnes âgées de 65 ans et plus résidant sur le territoire de Laval. Les aînés voyagent gratuitement sur tout le réseau de la STL et n'ont pas besoin de recharger leur carte OPUS avec le même titre à chaque mois.
Note: Depuis juillet 2018, tous les tarifs sont établis par l'Autorité régionale de transport métropolitain.